# Boiga ochracea
Boiga ochracea je had bez českého jména, jenž patří do čeledi užovkovití (Colubridae). Přirozeně se vyskytuje v jihovýchodní Asii. Areál výskytu se táhne od Nepálu, Bhútánu, Tibetu, východní a severovýchodní Indie (Západní Bengálsko, Sikkim, Méghálaj, Ásám, Arunáčalpradéš) po Myanmar a Bangladéš. Populace jsou rozděleny do tří poddruhů: subspecie Boiga ochracea walli z Myanmaru a Andamanských ostrovů však bývá klasifikována i jako samostatný druh Boiga walli.
Jde o hada se štíhlým tělem a velkou hlavou, celková délka činí až 110 cm. Zbarvení se na pohybuje především v červenohnědých a okrových odstínech, bez výrazného vzoru. Spodní partie jsou žluté, směrem ke konci těla spíše našedlé. Vzor šupin: 19 nebo 21 řad ve střední části těla; 221–252 ventrálních štítků; 89–119 párových subkaudálních štítků; anální štítek nedělený.
Obývá lesy ve středních a podhorských polohách, až do asi 1 400 m n. m. Proniká i do parků a zahrad. Aktivní je za soumraku a v noci; pohybuje se v křovinatém podrostu, kde pátrá po ještěrkách, malých savcích, ptácích a přiživuje se i ptačími vejci. Samice jsou vejcorodé.
Had Boiga ochracea patří mezi málo dotčené druhy (k lednu 2023).